# Tatarstan Airlines
A Tatarstan Airlines (em russo: Авиакомпания "Татарстан", em tártaro: Татарстан Һава Юллары) foi uma companhia aérea baseada no Aeroporto Internacional de Cazã, em Cazã, Rússia. Foi fundada em 1993 e foi a maior companhia aérea regional da República de Tataristão, parte da Federação Russa. A companhia cessou suas operações após ter sofrido o acidente do voo 363.

## História
A companhia aérea começou a operar em 1999, operando voos para várias cidades na Rússia (Moscou, São Petersburgo e Makhachkala) e diversos destinos internacionais (Baku, Duchambé, Erevan, Tashkent, Khujand, Istambul, Praga e Tel Aviv) 
A Tatarstan Airlines também operou voos charter para cidades na Rússia, Bulgária, Egito, Grécia e Turquia. O total de destinos operados pela Tatarstan Airlines alcançou as 40 rotas em 2010-2011. O número de passageiros transportados em 2009 foi de 577.000, e em 2010 aumentou para 603.000, em 2011, a companhia aérea transportou 824.000 passageiros.

## Destinos

### Acordos de codeshare
Tatarstan Airlines tinha acordos de codeshare com as seguintes companhias aéreas:
- Ak Bars Aero

- Turkish Airlines (Star Alliance)

- VIM Airlines

## Frota
| Aeronave           | Quantidade              | Encomendadas | Passageiros | Passageiros | Passageiros | Notas |
| ------------------ | ----------------------- | ------------ | ----------- | ----------- | ----------- | --- |
| Aeronave           | Quantidade              | Encomendadas | B           | Y           | Total       | Notas |
| Airbus A319-100    | 2 (VQ-BMM e VQ-BNF)     | 3            | 0           | 156         | 156         | Só voos charter |
| Boeing 737-300     | 1 (VQ-BDS)              | 0            | 12/0        | 130/148     | 142/148     | Sendo retirados. Aeronave de substituição: Airbus A320. Foram devolvidos à sua empresa original no início de 2013. |
| Boeing 737-400     | 0 (VQ-BDB)              | 0            | 12/0        | 138/150     | 150         | Sendo retirados. Aeronave de substituição: Airbus A320. Foram devolvidos à sua empresa original no início de 2013. |
| Boeing 737-500     | 1 (VQ-BBO)              | 0            | 12/0        | 94/106      | 106         | Sendo retirados. Aeronave de substituição: Airbus A320. Foram devolvidos à sua empresa original no início de 2013. |
| Boeing 737-500     | 1 (VQ-BBN)              | 0            | 12/0        | 105/117     | 117         | Sendo retirados. Aeronave de substituição: Airbus A320. Foram devolvidos à sua empresa original no início de 2013. |
| Bombardier CRJ-200 | 0                       | 2            | TBA         | TBA         | TBA         | |
| Tupolev Tu-154M    | 2 (RA-85798 e RA-85799) | 0            | 0           | 164         | 164         | Todos econômicos                                                                                                   |
| Yakovlev Yak-42    | 2 (RA-42374 e RA-42380) | 0            | 16/0        | 84/120      | 100/120     | |
| Total              | 9                       | 5            |             |             |             | |

## Acidentes e incidentes
Em 17 de novembro de 2013, um Boeing 737-500 matrícula VQ-BBN atingiu a pista do Aeroporto Internacional de Cazã matando todos os passageiros e tripulantes.